# Glenwood, Indiana
Glenwood är en ort i Rush County i delstaten Indiana, USA.